# 絶倫アクロバットおやじ 飛びます・いれます・いかせます
『絶倫アクロバットおやじ 飛びます・いれます・いかせます』（せつりんアクロバットおやじ とびます いれます いかせます）とは、STUDIO KINKYが開発・発売したアダルトゲーム。2002年9月27日にはPC版が発売され、同年12月19日にはDVD-PG版が発売された。また、2003年7月23日には本作を原作とするアダルトアニメ版が発売された。
本項では関連作品、および続篇である『人生アクロバットゲーム 進め！ おやじの変態道』についても解説する。

## 解説
3DCGで描かれた世界を舞台に、アクロバットおやじが女たちにエッチなお仕置きをするアドベンチャーゲームで、バカゲーとしての要素も含まれている。
開発当時のイーアンツは「よそにはない面白いもので勝負する」という方針をたてており、「SEX奥義」もまた、CGにも実写にもできないものを突き詰めた結果出来上がったものである。
「SEX奥義」の奇抜な性技がファンたちの間で話題となり、有田がGalge.comとのインタビューの中で語ったところによると、海外のテレビ局からの取材があったと言及している。
有田はこの当時の様子について、「ある程度の本数のAVを見て飽きた人が見るととても面白くて、昔山本晋也さんが作っていた低予算のピンク映画のようだった」と前述のインタビューの中で振り返っている。

## 登場人物
アクロバットおやじ
声：石動三穴（OVA版）
本作の主人公である中年男性。腰に木製の風呂桶を装着している。
アクロバティックな性技「SEX奥義」を駆使して女たちにエッチなお仕置きをする。
橘結花
大人のセックスにあこがれるエッチな女性。
岩瀬慶子
色気あふれる人妻。
夫にサディスティックなセックスをしているが、実際は彼女自身がマゾヒストでもあるため、現在の状況にうんざりしている。
瀬戸久実
芸能人を夢見るコギャル。
後潟玲子
表向きはトップアイドルだが、裏業界のアイドルとしても有名である。

## 人生アクロバットゲーム 進め！ おやじの変態道
アクロバットおやじを主人公にしたボードゲーム形式のコンピュータゲームで、2003年12月19日にPC版が発売され、2004年6月24日にはDVD-PG版が発売された。また、2004年8月27日には本作を原作とするアダルトアニメ版『人生アクロバット劇場』が発売されている。
本作では『アニメ・ワールド編』『アニメ・ワールド編』『はいるかな？編』『魔人編』といったシナリオが用意されている。

### 本作からの登場人物

#### アニメ・ワールド編
禿げ男
南極27号
ピンクの髪と赤い瞳が特徴のセクサロイド。
メイちゃん
漫画チックなデザインのメイド。
あやめさん
おやじがよく行くソープランドのソープ嬢。
旦那
屋敷の主。
ふみこ
借金返済のために屋敷へ奉公している女性。

#### はいるかな？編
フィス坊
番組のマスコットキャラクターで、チッポさんことアクロバットおやじとおねーさんを犯しにかかる。
おねーさん
番組のアイドル。

### 備考
声優の児玉さとみが熱烈なオファーをしたところ『人生アクロバットゲーム 進め！ おやじの変態道』にゲスト出演を果たした。